# Meister des Rostocker Dreikönigsaltars

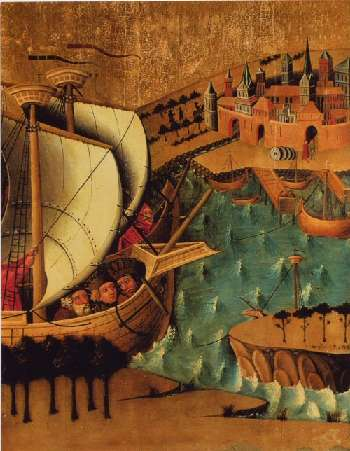
Tafel vom Rostocker Dreikönigsaltar: Heimkehr der Heiligen Drei Könige

Meister des Rostocker Dreikönigsaltars ist der Notname eines norddeutschen Malers, der in der ersten Hälfte des 15. Jahrhunderts tätig war.
Er erhielt den Namen nach seinem Hauptwerk, dem ehemaligen Hochaltar der Kirche des Rostocker Johannisklosters der Dominikaner. Ebenfalls diesem Meister zugeschrieben wird der ehemalige Hochaltar der Kirche St. Peter und Paul in Teterow, ein Doppelflügelretabel mit einem gemalten Zyklus der Passion in 16 Einzeldarstellungen.

## Der Rostocker Dreikönigsaltar
Der auf etwa 1425 datierte Flügelaltar aus der Dominikanerkirche in Rostock ist ein Wandelaltar mit zwei Flügelpaaren. Er wurde gestiftet von der beim Dominikanerkloster bestehenden „Bruderschaft der Heiligen Drei Könige“ (fraternitas trium regum). Bekannt ist er dafür, dass sich auf ihm die älteste Stadtansicht Rostocks findet. Er ist fragmentarisch erhalten. Mehrere Teile – das innere Flügelpaar und zahlreiche geschnitzte Figuren – sind heute im Kulturhistorischen Museum im Kloster zum Heiligen Kreuz in Rostock zu sehen, zwei Tafeln vom rechten Außenflügel befinden sich im Märkischen Museum in Berlin.
Im Mittelschrein war die Kreuzigung Jesu dargestellt. Auf den Außenseiten des  inneren Flügelpaars befinden sich acht gemalte Szenen, die die Legende der Heiligen Drei Könige darstellen: die Entdeckung des Sterns von Betlehem, die Begegnung der Könige mit Herodes vor der Kulisse der Stadt Jerusalem, die Verkündigung des Geburtsortes Betlehem, die Anbetung des Jesuskindes und die Darbringung der Geschenke, die nächtliche Erscheinung des Engels, der sie vor einer Rückkehr zu Herodes warnt, die Heimfahrt der Könige per Schiff (vor einer Ansicht der Stadt Rostock), die Taufe der Könige durch den Apostel Thomas und die Totenmesse Melchiors für Kaspar und Balthasar. Die Außenflügel wiesen wahrscheinlich Szenen aus dem Leben Johannes des Täufers und des Evangelisten Johannes auf. Der Mittelschrein und die Innenseiten des inneren Flügelpaares zeigten zusätzlich 16 Holzskulpturen stehender Heiliger, jeweils unter einem Baldachin, darunter die zwölf Apostel, der heilige Ordensgründer Dominikus und der dominikanische Heilige Thomas von Aquin.
Auf der Predella waren geschnitzte Darstellungen von Moses und den Propheten sowie den klugen und törichten Jungfrauen zu sehen.